# ملون الريتيكولين

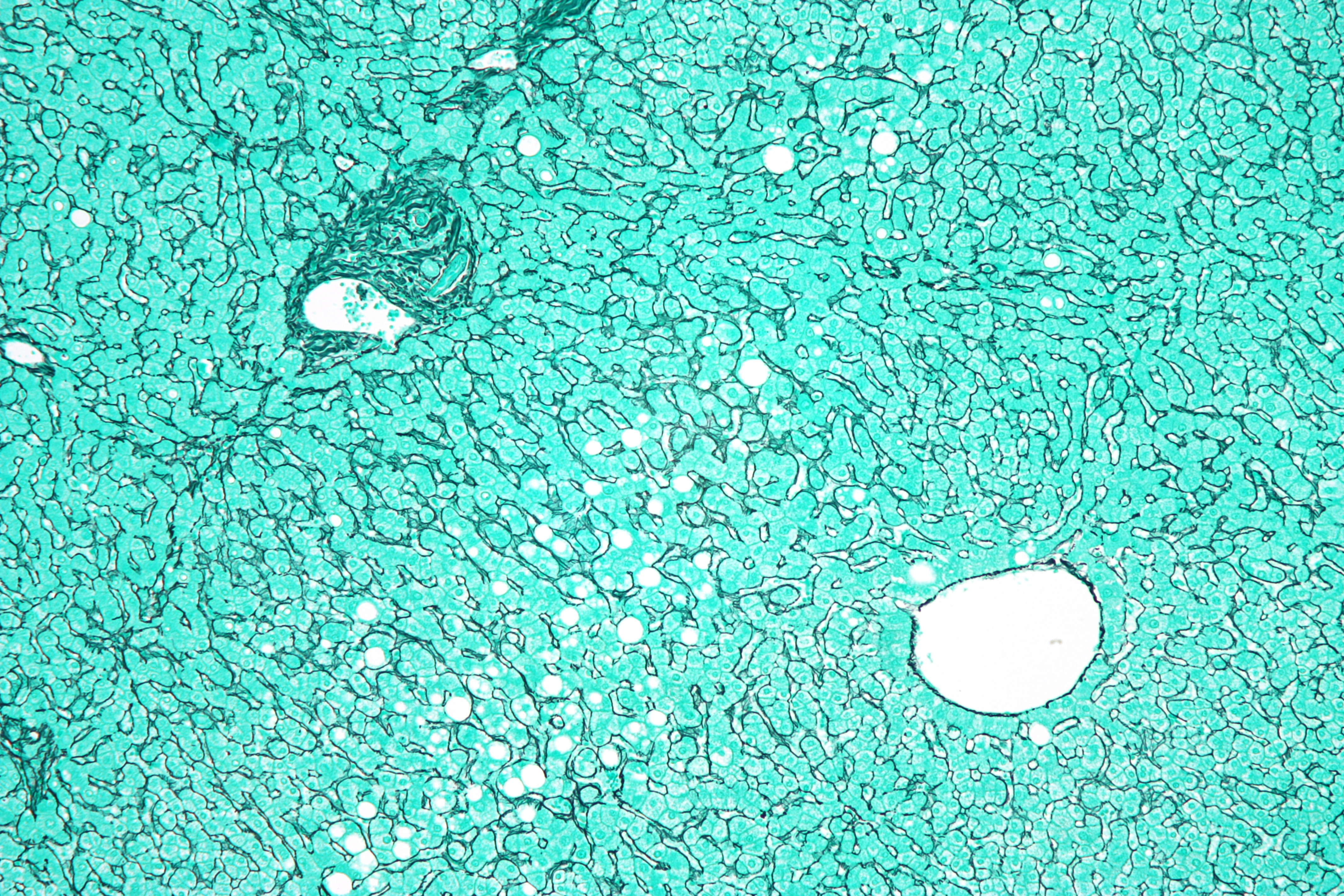
خزعة كبدية مصبوغة باستعمال الريتيكولين، تُظهر سُمك الصفيحة الكبدية طبيعيًا مع تنكس دهني بسيط

ملون الريتيكولين أو صبغة الريتيكولين (بالإنجليزية: Reticulin stain)‏ هي صبغةٌ شائعة الاستعمال في علم الأنسجة، حيثُ تستعمل لإظهار الليف الشبكي، وأيضًا تستعمل بكثرة في علم أمراض الأنسجة الكبدية.